# Tomb Raider (film, 2018)
A Tomb Raider 2018-as amerikai-brit akció-kalandfilm Roar Uthaug rendezésében. A forgatókönyvet Evan Daugherty történetéből Genf Robertson-Dworet írta, a Tomb Raider című 2013-as videójáték, valamint annak folytatása, a Rise of the Tomb Raider alapján. A főbb szerepekben Alicia Vikander, Dominic West, Walton Goggins, Daniel Wu és Kristin Scott Thomas látható.
A film középpontjában Lara Croft van, aki egy veszélyes utazásra indul Lu Ren kapitány segítségével, amiben az apja utolsó ismert rendeltetési helyére megy, abban a reményben, hogy meg tudja oldani az eltűnésének titkát.
A film folytatása eredetileg tervben volt ismét Vikander főszereplésével, ám 2022 júliusában az MGM elvesztette a Tomb Raider-jogokat és így a folytatás terve meghiúsult.

## Cselekmény
Lara Croft (Alicia Vikander) az apja, Richard Croft (Dominic West) hét évvel ezelőtti eltűnése óta biciklifutárként keresi kenyerét Londonban, hogy ki tudja fizetni a thai boksz edzéseinek költségeit. Hamarosan elvállal egy „rókavadászat” nevű fogadást (amiben több száz angol font a jutalom), melynek során a biciklijével menekülnie kell a többi biciklis elől, azonban figyelmetlenségből belehajt egy rendőrautóba, és amiatt letartóztatják, ám Richard üzleti partnere, Ana Miller (Kristin Scott Thomas) leteszi az óvadékot, és figyelmezteti őt, hogy ha nem igényli meg mielőbb az őt illető örökségét, az apja birtokát könnyen eladhatják. Lara vonakodva elfogadja az ajánlatot és megtalálja az apja személyes, rejtett irodáját egy pincében. Ott megtalálja apja rögzített hang- és video-üzenetét, amiben részletezi Yamatai mitikus királynője, Himiko utáni kutatását. Apja figyelmezteti Larát egy videófelvételen, hogy semmisítse meg az összes erről szóló kutatási anyagot, mert az információ ha rossz kezekbe jut, akkor sok ember élete veszélybe kerül. De Lara úgy dönt, hogy tovább vizsgálódik, és nekivág, hogy felkeresse a titokzatos szigetet. Ehhez mindössze egy fénykép áll rendelkezésére egy hajóról, amit apja bérelt fel annak idején.
Lara elutazik Hongkongba, ahol Lu Rent (Daniel Wu), a "Kitartás" (Endurance) nevű hajó kapitányát felbérli, hogy az Ördög-tengeren keresztül hajózzanak el Yamatai szigetére. A bánatát italba fojtó férfi le akarja beszélni róla, de némi pénzért segít neki. Az odavezető út végén a hajó hatalmas viharba kerül, és a sziklákon szétzúzódik, Lara a tengerbe ugrik és kievickél a partra, de ahogy a partra sodródik, hirtelen leüti őt valaki.
Amint magához tér, találkozik az expedíció vezetőjével, Mathias Vogellel (Walton Goggins), aki az embereivel hét esztendeje keresi Himiko sírját a szigeten. Az expedíciót egy Trinity nevű szellemszervezet támogatja, amely Himiko megtalálására törekszik, mivel fegyverként kívánja felhasználni. Lara mostanra fogoly a szigeten, és Vogel azt hazudja neki, hogy az apját megölte, valamint Richard kutatásait használja fel az expedíciójának folytatására. Lu Ren, aki túlélte a vihart és a többi korábbi fogollyal együtt kényszermunkát végez Himiko sírjának felkutatására, segít Larának megszökni. A nő elkerüli az elfogást, ám menekülés során súlyosan megsebesül egy folyóba való zuhanás után, amikor egy elrozsdásodott repülőgép roncsain próbál kimászni a vízből.
Lara eljut a tengerpartra, ahol látja, hogy a sűrűn álló sziklák miatt lehetetlen hajóval kikötni vagy elhagyni a szigetet. Majd mintha egy torzonborz alakban az apját látta volna, aki azonban nem vesz tudomást róla (mert azt gondolja, hogy megőrült és csak képzeli, hogy ott van a lánya). Lara azonban súlyos sebe miatt segítségre szorul, amit apja megad neki és összevarrja a sebét. Lara szembe akar szállni a fogvatartóival, apja azonban ellenzi ezt. Lara nyíllal jó pár zsoldost megöl, és sikerült a foglyok egy részét kiszabadítania, akiknek fegyvert is sikerült szerezniük.
Azonban Larát újból elfogják, és az apja megölésével zsarolják, mivel mégis csak a lánya után indult. Feladatuk a sírbolt titkos kóddal lezárt bejáratának felnyitása, amit Lara elvállal, hogy az apját ne öljék meg.
Halálos csapdák leküzdése után (amiknek néhány zsoldos áldozatul esik) elérkeznek egy szarkofághoz. Lara számára a helyiség falait borító rajzokból úgy tűnik, hogy nem egy gonosz, vérengző asszonyt száműztek büntetésből erre a szigetre, hanem ő maga vonult önkéntes magányba, mert megfertőződött egy gyorsan ölő, halálos kórral, ami iránt ő maga immunis volt, de a körülötte élő embereket megfertőzte és azok meg is haltak. A Trinity nevű szervezetnek éppen az a célja, hogy ezt a gyorsan ható, halálos mérget megszerezze és felhasználja a maga céljaira.
Azonban két zsoldos óvatlanul nyúl a holttesthez, így ők is megkapják a halálos kórt, ami gyorsan végez velük, miközben karjuk és arcuk elfeketedik. Mathias Vogel rájön, hogy a halott egyetlen levágott ujja is elegendő lesz számára, így azt levágja és óvatosan egy műanyag tasakba teszi majd az ingzsebébe rejti.
Lara és apja a figyelem pillanatnyi lankadását kihasználva fegyvert szerez, és lövöldözés tör ki. Lara apja is megsérül, de ezen felül az egyik fertőzött zsoldos is rátámad, így megkapja a kórt. Felszólítja Larát, hogy hagyja őt hátra, mivel így fel tudja robbantani az egész természetes képződményt, hogy ahhoz később ne lehessen hozzáférni. Lara nehezen, de beleegyezik, hogy neki ki kell jutnia a sírboltból, amit Mathias Vogel személyesen próbál megakadályozni, Lara azonban a férfi ingzsebében lévő ujjat annak szájába gyömöszöli, aki ezután egy szakadékba zuhan.
Eközben kint Lu Ren és a többiek megközelítik a sírbolt bejáratát, hogy szükség esetén segítséget tudjanak nyújtani Larának. Mivel Richard több helyen elhelyezett robbanószereket és azokat aktiválta, sorozatos robbanások rázzák meg a helyet, és az egész építmény beomlik. Lara Lu Ren segítségével ki tud mászni a romok alól.
Londonban Lara aláírja a cég tulajdonjogát őrá ruházó papírokat, és észreveszi, hogy az egyik cég feliratát látta a távoli szigeten egy felszereléseket tartalmazó ládára nyomtatva.
Egy zálogostól visszavásárolja gyermekkori, zöld amulettjét, amit apjától kapott, továbbá vásárol két pisztolyt is.

## Szereplők
| Szerep                                       | Színész                     | Magyar hang     |
| -------------------------------------------- | --------------------------- | --------------- |
| Lara Croft                                   | Alicia Vikander             | Balsai Móni     |
| Lara Croft                                   | Maisy De Freitas (7 évesen) | Kobela Kíra     |
| Lara Croft                                   | Emily Carey (14 évesen)     | Károlyi Lili    |
| Lord Richard Croft                           | Dominic West                | Fekete Ernő     |
| Mathias Vogel                                | Walton Goggins              | Kaszás Gergő    |
| Lu Ren hajóskapitány                         | Daniel Wu                   | Simon Kornél    |
| Ana Miller, Croft cégének résztulajdonosa    | Kristin Scott Thomas        | Für Anikó       |
| Mr. Yaffe, a Croft cég egyik munkatársa      | Derek Jacobi                | Várkonyi András |
| Max, zálogos és fegyverkereskedő             | Nick Frost                  | Kerekes József  |
| Pamela, Max felesége                         | Jaime Winstone              | Fodor Annamária |
| Sophie, Croft lakótársa és legjobb barátnője | Hannah John-Kamen           | Dobó Enikő      |
| Nitin Ahuja, Lara barátja                    | Antonio Aakeel              | Ágoston Péter   |
| Terry, MMA klub üzemeltetője                 | Duncan Airlie James         | Törköly Levente |

## A film készítése és bemutatója
A film forgatása 2017 januárjától júniusig tartott a Warner Bros. Studios-nál az Egyesült Királyságban és Fokvárosban (Dél-Afrika). Ez az első Tomb Raider film, melyet nem a Paramount Pictures forgalmaz. Az Egyesült Királyságban 2018. március 14-én és az Amerikai Egyesült Államokban 2018. március 16-án mutatta be a Warner Bros. RealD 3D-ben, IMAX 3D-ben és IMAX-ban.

## Fogadtatás

### Bevételi adatok
A film világszerte 273 421 715 dolláros bevételt ért el, így 2018 hetedik legmagasabb bruttó bevételét hozó filmje lett.

### Kritikai visszhang
A film kritikai szempontból vegyes visszajelzéseket kapott. A Metacritic oldalán a film értékelése 48% a 100-ból, ami 53 véleményen alapul. A Rotten Tomatoeson a Tomb Raider 50%-os minősítést kapott 228 értékelés alapján. Néhányan kritizálták a cselekmény felépítését, de dicséretet kapott a franchise rejtélyes és realisztikus felvételei. Míg Vikander teljesítményét is megdicsérték, Croft jellemzése viszont polarizált reakciókat vetett fel; Néhányan alkalmas, erőteljes kirekesztett hősnőnek írták le, míg mások erőltetettnek nevezte az egészet.